# 科布克庫拉

科布克庫拉（西班牙語：Cobquecura），是智利的城鎮，位於該國中部比奧比奧大區的紐布萊省，面積570.3平方公里，海拔高度124米，2012年人口5,043人，人口密度每平方公里8.8人。
36°8′S 72°47′W / 36.133°S 72.783°W